# Lieska
Lieska (tidigare T 16) var en finländsk minläggare som tjänstgjorde under andra världskriget.